# Верхнє Алентежу (субрегіон)
Ве́рхнє Аленте́жу (порт. Alto Alentejo) — економіко-статистичний субрегіон в центральній Португалії. Входить до складу Алентежу. Включає в себе частину 14 громад округу Порталеґре і одну громаду округу Евора. Територія — 6 230 км². Населення — 127 025 осіб. Густота населення — 20,4 осіб/км².

## Географія
Субрегіон межує:
- на півночі — субреґіони Пиньял-Интериор-Сул та Бейра-Інтеріор-Сул
- на сході — Іспанія
- на півдні — субрегіон Алентежу-Сентрал
- на заході — субреґіони Лезірія-ду-Тежу та Медіу-Тежу

## Громади
Субрегіон включає в себе 15 громад:

### Громади округу Порталеґре
- Авіш
- Алтер-ду-Шан
- Арроншеш
- гавіала
- Кампу-Майор
- Каштелу-де-Віде
- Крату
- Марван
- Монфорте
- Низу
- Понте-де-Сор
- Порталеґре
- Фронтейра
- Елваш

### Громади округу Евора
- Мора

| Португалія | Це незавершена стаття з географії Португалії. Ви можете допомогти проєкту, виправивши або дописавши її. |